# Percentage in point

Dans la finance, le percentage in point (pip) est une unité de variation du taux de change d'une paire de devises.
Les principales devises, à l'exception du yen japonais, sont évaluées à quatre décimales près. Pour ces monnaies un pip est une unité de la quatrième décimale, ou un centième de un pour cent soit un dix-millième. Pour le yen japonais, un pip se réfère à une unité de la deuxième décimale, parce que le rapport entre le yen et la majorité des autres grandes monnaies est proche de 100.
Le pip est parfois confondue avec la plus petite unité de changement d'une devise, en fait cette grandeur se nomme le tick size. Les paires de devises sont souvent cités à quatre décimales, mais le tick size pour un marché donné peut être, par exemple, 5 pips, ou 1/2 pips.

## Valeur de négociation
Une variation d'un taux de change de un pip peut être dû au changement de valeur d'une position dans le marché des devises. Les devises sont généralement tradées par lot de 100000unités de la devise de base. Ainsi une position de un lot dont le taux de change varie de 1 pip change donc de 10 unités de la devise de contrepartie.

## Exemple
Si la paire de devises de l'euro par rapport au dollar US (EUR / USD) se négocie à un taux de change de 1,3000 (1 EUR = 1,3 USD) et que le taux passe à 1,3010, le ratio des prix a augmenté de 10 pips.
Dans cet exemple, si un trader achète 5 lots standards (soit 5 x 100 000 = 500 000) de EUR / USD en payant 650 000 USD et ferme la position après l'augmentation de 10 pips, le trader recevra 650 500 USD. Il a ainsi réalisé un bénéfice de 500 USD (soit 500 000 (5 lots standard) x 0,0010 = 500 USD). La plupart des spéculateurs utilisent des comptes sur marge, exigeant que seul un faible pourcentage (généralement 1 %) du prix d'achat est requis dans les capitaux propres pour assurer cette transaction soit dans notre exemple 5 000 EUR.

## Pips fractionnaires
Plusieurs intermédiaires financiers ont étendu la précision des prix pour la plupart des paires de devises majeures d'un point supplémentaire décimal, les tarifs sont donc affichés au dixième de pip.